# Kauhjärvi
Kauhjärvi är en sjö i kommunen S:t Michel i landskapet Södra Savolax i Finland. Arean är 38 hektar och strandlinjen är 4,71 kilometer lång. Sjön  ingår i Vuoksens huvudavrinningsområde.   Den ligger omkring 12 kilometer nordöst om S:t Michel och omkring 220 kilometer nordöst om Helsingfors. 
Kauhjärvi ligger väster om Hanhijärvi. 